# Morgan Gibbs-White
Morgan Anthony Gibbs-White (27 de gener de 2000) és un futbolista professional anglès que juga com a centrecampista defensiu pel Nottingham Forest FC. Porta representant internacionalment Anglaterra des de la sub16.